# 코스트 퍼 밀
코스트 퍼 밀(Cost per mille)은 CPM이라고도 하는 것으로서 광고 분야의 측정 단위 중 하나이다. 다른 말로 1천 뷰 당 비용, 1천 뷰 당 지불, 노출 당 지불, cost ‰, CPT라고도 한다. 라틴어 단어 mille는 1천을 뜻한다.
라디오, 텔레비전, 신문, 잡지, 온라인 광고는 광고 소비자 1천 명 당 가격 단위로 구매되기도 하는데, 이때 코스트 퍼 밀이 쓰인다.
코스트 퍼 밀은 마케팅 분야에 있어서, 대중매체에 의해 전파되는 광고의 상대적인 가격이 얼마인지를 나타내는 척도이기도 하다. 절대적인 가격 대신, CPM은 광고의 1000 뷰 당 가격을 표현해준다.
CPM의 예를 들면 다음과 같다.
1. 광고를 유지하는 데 1500만 원.
2. 광고를 본 사용자는 240만 명.
3. CPM은 다음과 같이 계산한다. CPM = (1500만 x 1000)/240만 = 6250원
4. 혹은 다음과 같이 계산한다. CPM = 1500만 / (240만/1000) = 6250원

광고 소비자 수와 예상 CPM을 알 경우 두 번째 식을 사용하는 것이 더 쉽다.

## 예제
- 온라인 광고 시장에서, 웹사이트가 그 사이트에 달릴 배너를 "$20 CPM"에 판매한다면, 그 말은 1000 페이지 뷰 당 $20의 비용이라는 뜻이 된다.

## 유효 코스트 퍼 밀
유효 코스트 퍼 밀 (eCPM) 은 코스트 퍼 액션, 클릭 당 지불 혹은 코스트 퍼 타임 방식 말고 코스트 퍼 밀 방식으로 했으면, 퍼블리셔가 얼마를 받았겠는가 하는 척도이다. 코스트 퍼 액션, 클릭 당 지불 혹은 코스트 퍼 타임 가격을 코스트 퍼 밀 가격으로 환산하는 셈이다.

## 같이 보기
- 페이퍼뷰 (Pay Per View)
- PPC (Pay Per Click)
- CPI (Cost Per Impression)
- PPI (Pay Per Installation)
- PPP (Pay Per Publish)